# Puya tyleriana
Puya tyleriana là một loài thực vật có hoa trong họ Bromeliaceae. Loài này được Sagást., Zapata & M.O.Dillon mô tả khoa học đầu tiên năm 2004.